# 菅原勇一郎
菅原 勇一郎（すがわら ゆういちろう、1969年4月26日 - ）は、日本の実業家、株式会社玉子屋代表取締役社長。

## 人物・経歴
立教高校卒業後に1992年3月、立教大学経済学部経営学科卒業。大学時代は体育会野球部に所属し、大学4年時にはレギュラーとして活躍。1992年4月、富士銀行（現・みずほ銀行）入社。流通マーケティング会社を経て、1997年に株式会社玉子屋常務取締役として入社、2004年に同社代表取締役社長に就任。
NHKやテレビ東京「カンブリア宮殿」等メディアにも取り上げられ、独自の経営手法は米国スタンフォード大学の大学院生が視察に訪れるなど注目されている。
菅原は、2代目社長として「正午までに配達する」といった、当たり前に見えて多くの同業者ができていなかった仕出し弁当屋の基本を厳守すべく、緻密なシステムを構築し、実力主義の報酬制度も導入し会社業績を伸ばした。入社したときに15億円だった売上は急増し、1997年に始めた仕出し懐石料理「玉乃家」と合わせると、2018年時点で約90億円に上り、1日3000食を提供すれば大手と呼ばれる仕出し弁当業界で、1日多いときで7万食を東京都心のオフィス約5000社に届けている。

## 著書
- 『東京大田区・弁当屋のすごい経営』扶桑社、2018年12月。ISBN 978-4-594-08113-3
- 改訂版『東京大田区・弁当屋のすごい経営』扶桑社新書、2023年1月。ISBN 978-4-594-09388-4